# Frida Eldebrink
Frida Eldebrink (Södertälje, 4 gennaio 1988) è una cestista svedese lei e la sorella gemella Elin sono le figlie del giavellottista Kenth Eldebrink.

## Carriera
Con la Svezia ha disputato quattro edizioni dei Campionati europei (2013, 2015, 2019, 2021).